# AK-130
AK-130 är en kraftfull dubbelpipig helautomatisk allmålskanon utvecklad för den sovjetiska flottan. Designarbete startades av PO Arsenal under 1967 på en enkelpipig version som betecknades A-217. Men den specificerade eldhastigheten på 60 skott per minut kunde inte nås under försöken, så beslöt man att fortsätta utvecklingen av en dubbelpipig variant. Den nya pjäsen med en fabriksbeteckning ZIF-94 använde samma pipa och stort antal komponenter från A-217. Pjäsen är monterad i ett obemannat torn som är treaxligt stabiliserat och piporna är vätskekylda.
Pjäsen kontrolleras vanligen av ett MP-184 radar eldledningssystem, som inkluderar en två-bands eldledningsradar, en lågljus tv-kamera, laser och ett ECM-system.